# Штубайські Альпи
Штубайські Альпи (нім. Stubaier Alpen) — гірський масив у Центрально-Східних Альпах Європи. Він отримав свою назву від долини Штубайталь на сході і розташований на південний захід від Інсбрука, Австрія. Кілька вершин утворюють кордон між Австрією та Італією. З півночі ареал обмежений долиною річки Інн; долина річки Силл (Віппталь) і перевал Бреннер на сході (відділяє його від Циллертальських Альп); Ецталь і Тіммельсйох на заході (відокремлюють його від Ецтальських Альп), а на півдні притоки річки Пассер і Айзак.

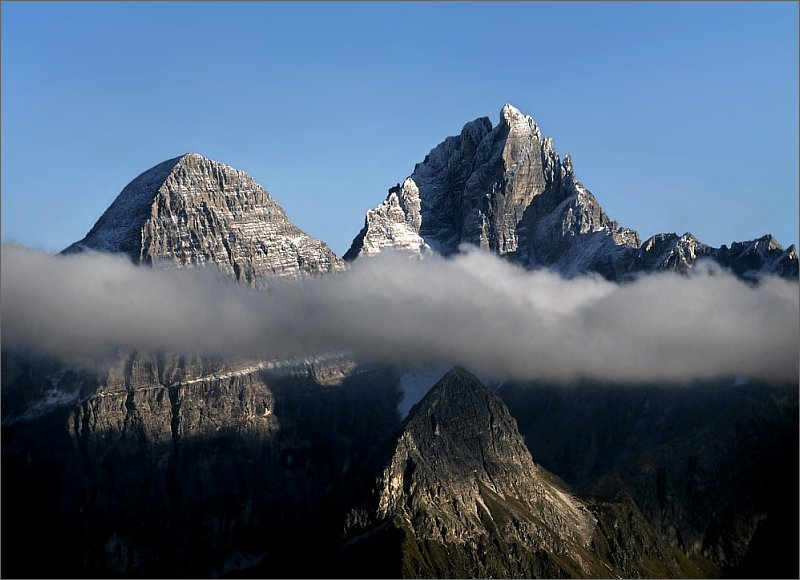
Гшніцер і Пфлершер Трибулаун

## Географія

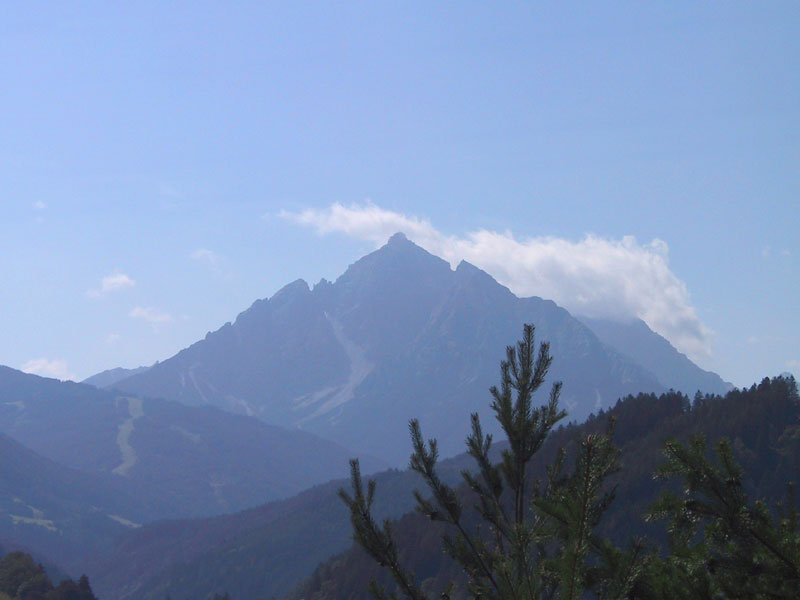
Серлес

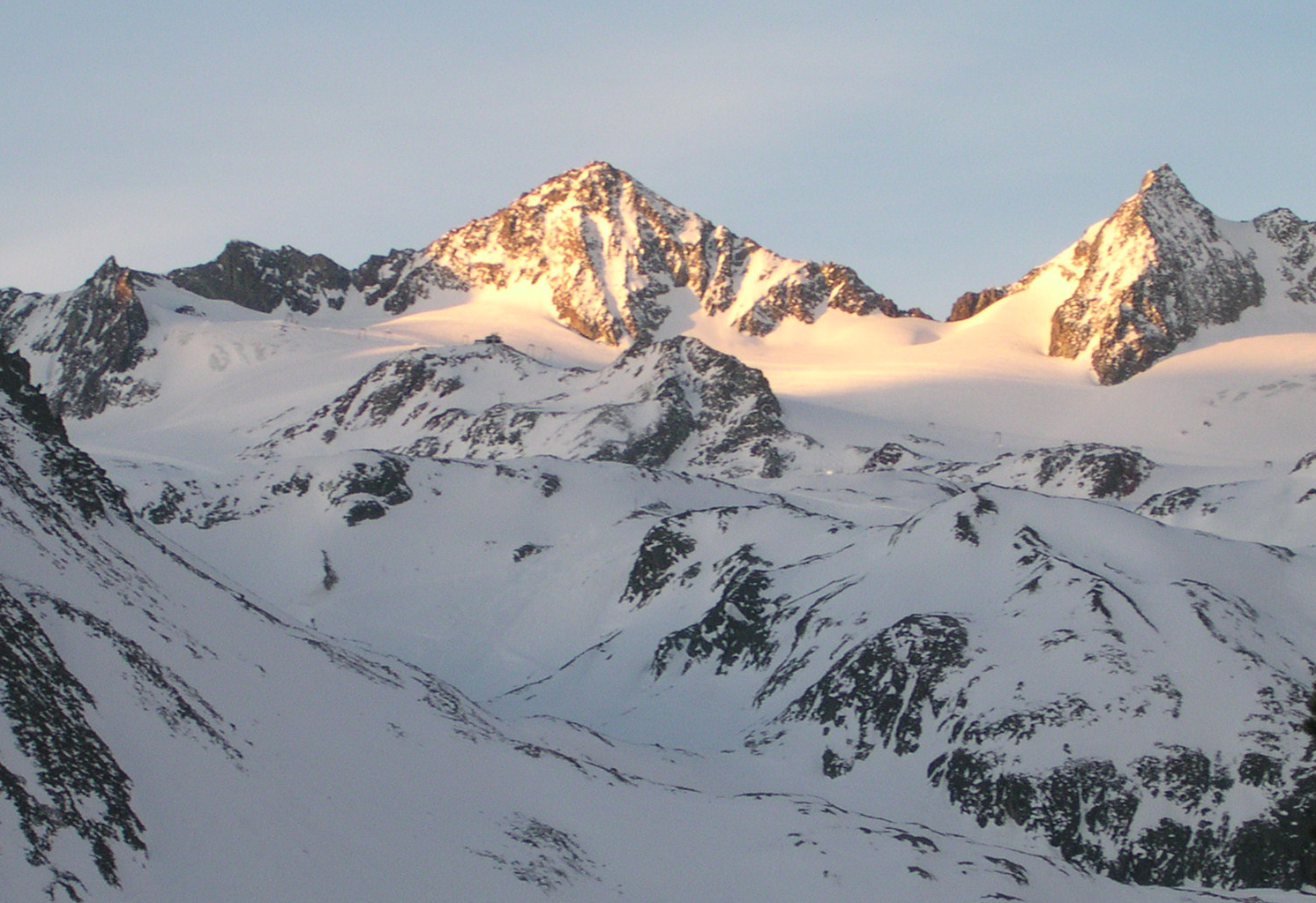
Штубай Вілдшпітце

Важливі частини Штубайських Альп мають ознаки заледеніння. Північна частина навколо долини Зельрайн і Кюхтай зараз лише злегка покрита льодом і є популярним місцем лижного туризму (Цішгелес, Лампсеншпітце, Пірчкогель, Зульцкогель). Високий Штубай навколо верхньої долини Штубай все ще сильно покритий льодом і є класичним високогірним туристичним регіоном у Східних Альпах. Тут знаходиться гірськолижна зона на льодовику Штубай.
Разом із Ецтальськими Альпами на заході, з якими вони з’єднані сідловиною Тіммельсйох, Штубайські Альпи утворюють один із найбільших гірських масивів Східних Альп.